# أربيان أدومي
الأربيان الأدومي (باللاتينية: Anthemis edumea) نوع نباتي يتبع جنس الأربيان من الفصيلة النجمية.

## الموئل والانتشار
موطنه بلاد الشام.